# Franz Wunsch
Franz Wunsch (21. března 1922, Drasenhofen – 23. února 2009) byl rakouský člen jednotky SS a bývalý dozorce v koncentračním táboře Osvětim-Březinka.

## Život
Narodil se 21. března 1922 v Drasenhofenu. Do SS vstoupil ve svých osmnácti letech. Po vypuknutí války šel na frontu, ale po zranění kolene byl přidělen do společnosti SS Osvětim. V září 1942 byl povýšen na SS-Unterscharführera a stal se z něj dozorce a velící důstojník v Osvětimi-Březince v oddělení Kanada jako vedoucí obchodu s cennými papíry.
Jeho brutální chování se změnilo, když se zamiloval do slovenské Židovky Heleny Citrónové. Musela mu totiž zazpívat při jeho prvním dni v oddělení Kanada. Zachránil ji od plynu společně s její o deset let starší sestrou Rožinkou. Dvě děti sestry Rožinky nepřežily. Prý se změnil na úplně jiného člověka, do kterého se Helena později zamilovala.[zdroj?]
Po válce pracoval jako cestovatel,[zdroj?] ale byl zatčen 25. srpna 1971 ve Vídni. Roku 1972 byl souzen za vyhlazování Židů v koncentračním táboře Auschwitz-Birkenau za 2. světové války a důvodem byly i další válečné zločiny. V jeho prospěch tam svědčila také Helena Citrónová. Soud nakonec Wunsche zbavil všech obvinění.
Zemřel 23. února 2009 přirozenou smrtí.